# Caterham Valley
Caterham Valley är en civil parish i Storbritannien.   Den ligger i grevskapet Surrey och riksdelen England, i den södra delen av landet, 26 km söder om huvudstaden London.